# Anja Lamminpää
Anja Marjatta Lamminpää, coniugata Hastell (Ulvila, 18 giugno 1931), è un'ex cestista finlandese.

## Carriera
Con la Finlandia ha disputato i Campionati europei del 1952.